# Chiesa dei Santi Maria Maddalena e Stefano
La chiesa dei Santi Maria Maddalena e Stefano, detta anche solo chiesa di Santo Stefano, è la parrocchiale di Villafranca Piemonte, in città metropolitana e arcidiocesi di Torino; fa parte del distretto pastorale Torino Sud-Est.

## Storia
La prima citazione di una chiesa dedicata a santo Stefano risale al 1197; originariamente priorato dell'abbazia di Santa Maria di Cavour, nel 1315 passò al clero secolare venendo eretta a prevostura.
Alla fine del Trecento l'edificio fu riedificato, probabilmente grazie all'interessamento di Aimone di Savoia; nel 1530, anno in cui i fedeli villafranchesi vennero decimati da un'epidemia, la cura d'anime passò ai Padri Agostiniani, che lasciarono la chiesa nel 1801 in seguito alle soppressioni napoleoniche.
Nel 1898 si provvide a rimaneggiare la facciata e a risistemare l'edificio; negli anni settanta, per adeguare la chiesa alle norme postconciliari, vennero collocati nel presbiterio il nuovo altare rivolto verso l'assemblea e due leggii che fungono da amboni.

## Descrizione

### Esterno
La facciata a salienti della chiesa, rivolta a ponente e tripartita da paraste sorreggenti dei pinnacoli, presenta al centro il portale maggiore, tre finestre e un affresco con soggetto Santo Stefano, mentre ai lati si aprono gli ingressi laterali e altrettante rosoni.
Annesso alla parrocchiale è il campanile a base quadrata, la cui cella presenta su ogni lato una monofora ed è coronata dalla guglia.

### Interno
L'interno dell'edificio, sviluppato su un impianto a croce latina, si compone di tre navate, coperte da volte a crociera affrescate a motivi floreali e separate tra loro da archi a tutto sesto retti da massicce colonne corinzie; la volta della crociera, posta all'intersezione tra la navata centrale e il transetto, è invece sostenuta da quattro pilastri a fascio. Dai fianchi delle navatelle si affacciano sull'aula tre cappelle per parte, di cui la prima sulla destra destinata ad accogliere il fonte battesimale. 
Il presbiterio, lievemente rialzato, si apre attraverso un ampio arco a sesto acuto ed è coronato da una volta a crociera interamente dipinta; l'ambiente ospita nel mezzo l'altare maggiore ligneo a mensa, aggiunto negli anni settanta, e, più indietro, l'antico altare in marmi policromi. Sul fondo l'abside semicircolare, contenente gli stalli in legno del coro, è coperta dal catino riccamente affrescato.